# Pierre Roland François Butet de La Sarthe
Pierre Roland François Butet de La Sarthe, né le 16 novembre 1769 à Tuffé et mort le 13 janvier 1825 à Paris, est un grammairien et un lexicographe français.

## Biographie
Professeur de physique à l’Athénée, directeur de l’École polymatique de Paris, Butet a fourni beaucoup d'articles au Manuel de la langue française de Boniface, aux Annales de Grammaire commencées en 1806, et au Magasin encyclopédique de Millin.
Il était membre de la Société des observateurs de l'homme et membre résidant de la Société nationale des antiquaires de France.

## Œuvre
- Abrégé d'un cours complet de lexicologie à l'usage des élèves de la quatrième classe de l'école polymathique…, 1801.
- Abrégé d'un cours complet de lexicographie, à l'usage des élèves de la cinquième classe de l'Ecole polymathique, 1801.
- Mémoire historique et critique, dans lequel l'S se plaint des irruptions orthographiques de l'X, qui l'a supplantée dans plusieurs cas, sans aucune autorisation ni étymologique, ni analogique ; à MM. les membres de l'Académie française et de celle des Inscriptions et belles-lettres, 1821.